# Kozákov
Kozákov (745 m n. m.) je nejvyšší hora Kozákovského hřbetu a Českého ráje. Vrch byl už od pravěku vyhledáván jako naleziště drahých kamenů, z nichž pravěcí lovci vyráběli jednoduché nástroje. V dutinách horniny vykrystalizovaly kulovité výplně achátu, jaspisu, ametystu, křišťálu, záhnědy a dalších polodrahokamů. Zdejší naleziště byla využita ve středověku pro výzdobu chrámů. Kozákov je také vyhledávaným místem pro paragliding.

## Geologie

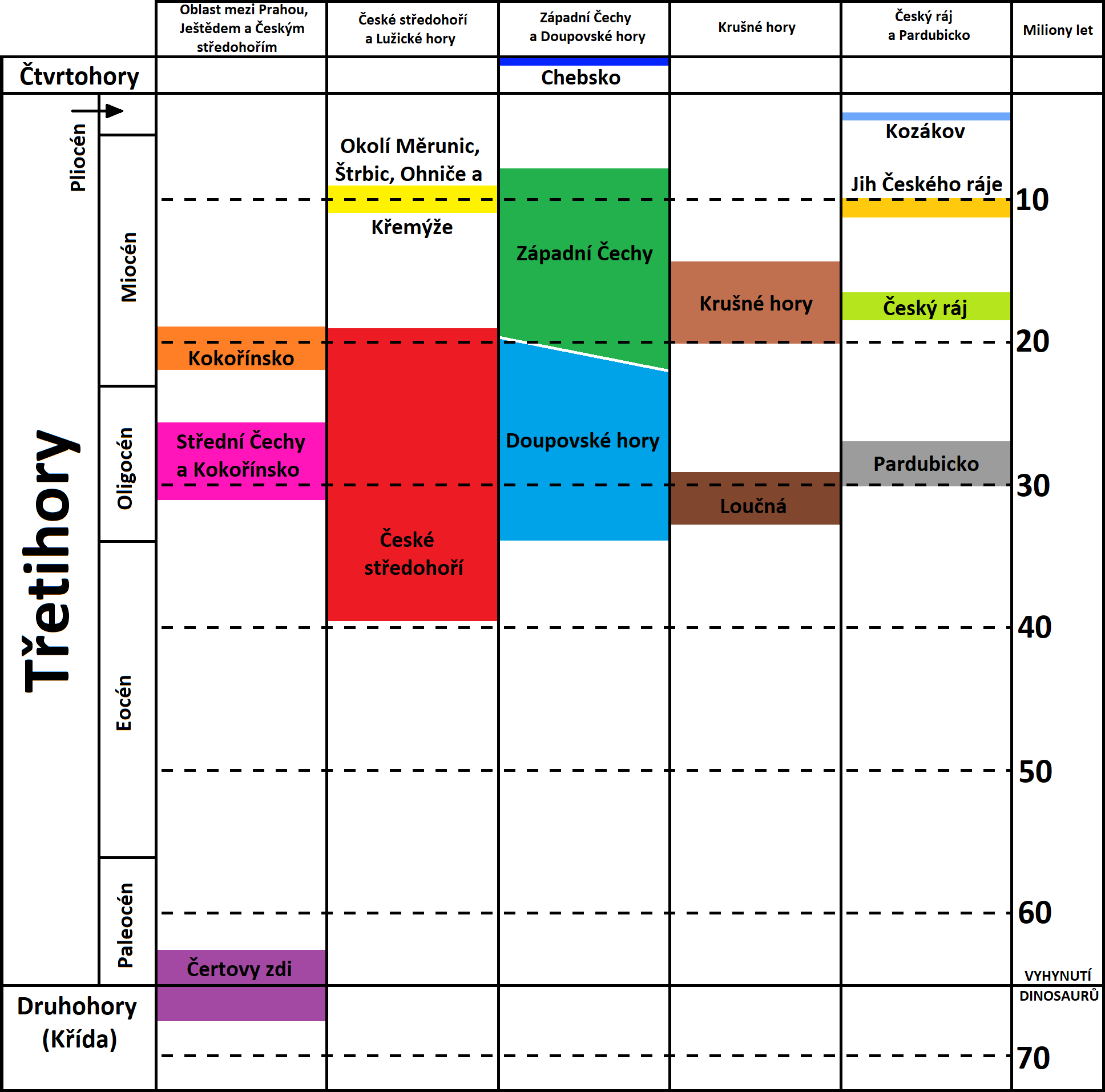
Historie sopečné činnosti v ČR.

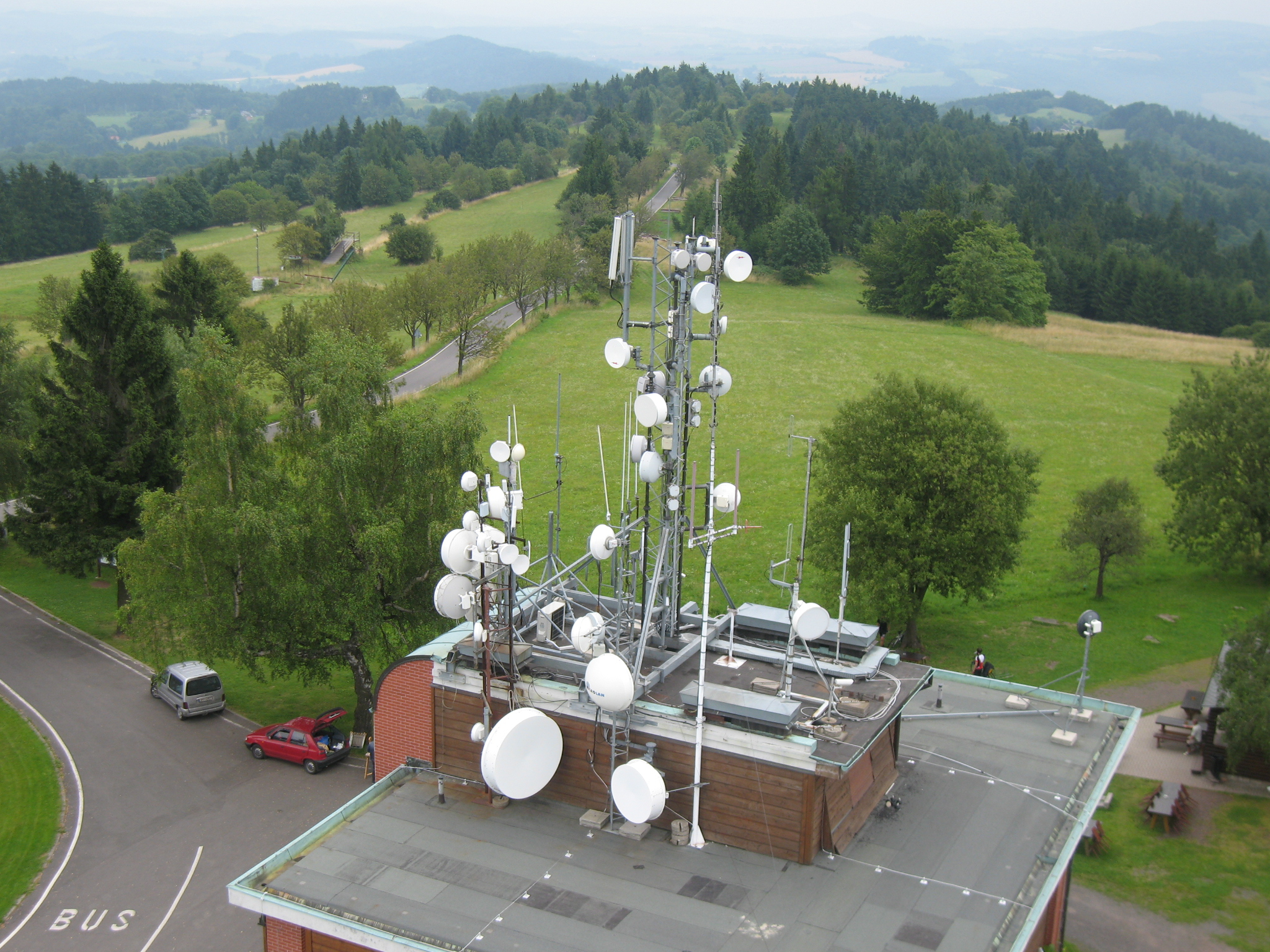
Pohled z rozhledny Kozákov na jihovýchod

Největší část území Kozákova je tvořena prvohorními horninami, které jsou na vrcholu, severu a východu překryty třetihorním výlevem čediče a sopečnými usazeninami. Před 6 až 4 miliony let býval Kozákov činnou sopkou. Západní strana Kozákova je tvořena především druhohorními svrchnokřídovými cenomanskými pískovci. Tyto byly v třetihorách rozlámány do několika ker a vyzdviženy do současné podoby.
Je to rozsáhlá asymetrická elevace v místech maximálního výzdvihu antiklinálního bazaltandezitového (melafyrového) hřbetu s mírnějšími a nižšími východními svahy (15–20°) a plochou vrcholovou částí na lávovém proudu neogenního olivinického bazaltu (čediče), stékajícího po hřbetu k jihovýchodu. Na vyšším a příkřejším západním svahu jsou tektonicky vyzdvižené kry pískovců (max. 667 m) s okrajovými stěnami, skalními věžemi, výklenky, jeskyněmi, úpatními balvanovými haldami. Na melafyrových a čedičových svazích jsou balvanové proudy a kamenná moře.

Na jihozápadním svahu je rozsáhlý melafyrový kamenolom zvaný Votrubcův lom. Je v soukromém vlastnictví p. Votrubce, a jeho součástí je i malé Muzeum drahých kamenů. Za malý poplatek je možno v lomu pomocí zapůjčeného nářadí kopat a i dnes najít polodrahokamy, které může majitel následně vybrousit. S odkazem na epidemii koronaviru bylo muzeum i lom v roce 2020 uzavřeno. 

## Geomorfologické zařazení
Vrch náleží do celku Ještědsko-kozákovský hřbet, podcelku Kozákovský hřbet, okrsku Komárovský hřbet, podokrsku Žlábecký hřbet a Kozákovské části.

## Využití krajiny
Ve vrcholové části a na východních svazích jsou louky a orná půda, na západě a severu jsou převážné smrkové porosty s příměsí dubu a břízy (na sutích), na pískovcovém podkladu rostou borové porosty.

## Historie
Ve středověku plály na Kozákově signální ohně. Později se zde shromažďovaly tisícové tábory lidu. Roku 1901 navrhoval turnovský malíř Jan Prousek na vrcholu stavbu buď novorománské kaple sv. Cyrila a Metoděje anebo více než 20 metrů vysokou slovanskou mohylu s umělou jeskyní vysázenou zdejšími polodrahokamy. Po vzniku Československa zde hořela každý rok 28. října vatra. Po úmrtí Františka Ladislava Riegra roku 1903 vznikla myšlenka uctít jeho památku výstavbou Riegrovy mohyly. O rok později zahájilo „Družstvo pro stavbu Riegrovy mohyly“ úspěšnou celonárodní sbírku. Později spolu soutěžily dvě koncepce: mohyla nebo mauzoleum versus turistická chata s restaurací a Riegrovým památníkem. Druhé varianty se chopil Klub českých turistů. Základní kámen Riegrovy chaty byl položen 29. srpna 1926. Chata byla postavena ze sbírek, darů a příspěvků od okolních měst. Slavnostně byla otevřena 24. června 1928. Za druhé světové války byla chata obsazena německou a po ní československou armádou. Poté krátce patřila do roku 1950 opět Klubu českých turistů a poté byla chata znárodněna a předána podniku Restaurace a jídelny Turnov. V květnu roku 1964 chata vyhořela. Roku 1994 Klub českých turistů v Semilech chatu v desolátním stavu vykoupil od státu. Roku 1995 byla na vrcholu otevřena rozhledna o výšce 40 metrů s vyhlídkovou plošinou ve výšce 24 metrů. Rozhledna slouží zároveň jako kovový telekomunikační stožár armádě, policii a hasičům. Od roku 2002 je Kozákov součástí CHKO Český ráj. Roku 2003 byla Riegrova chata po generální rekonstrukci slavnostně znovuotevřena. Z rozhledny se nabízí výhledy na Český ráj, Pojizeří, České středohoří, Jizerské hory a Lužické hory, Ještěd, Krkonoše, Podkrkonoší, Broumovskou vrchovinu, Orlické hory a případně i výběžky Českomoravské vrchoviny.

## Národní přírodní památka
Od roku 1985 je jihozápadní část Kozákova o rozloze 162,83 hektarů chráněna jako národní přírodní památka Kozákov.

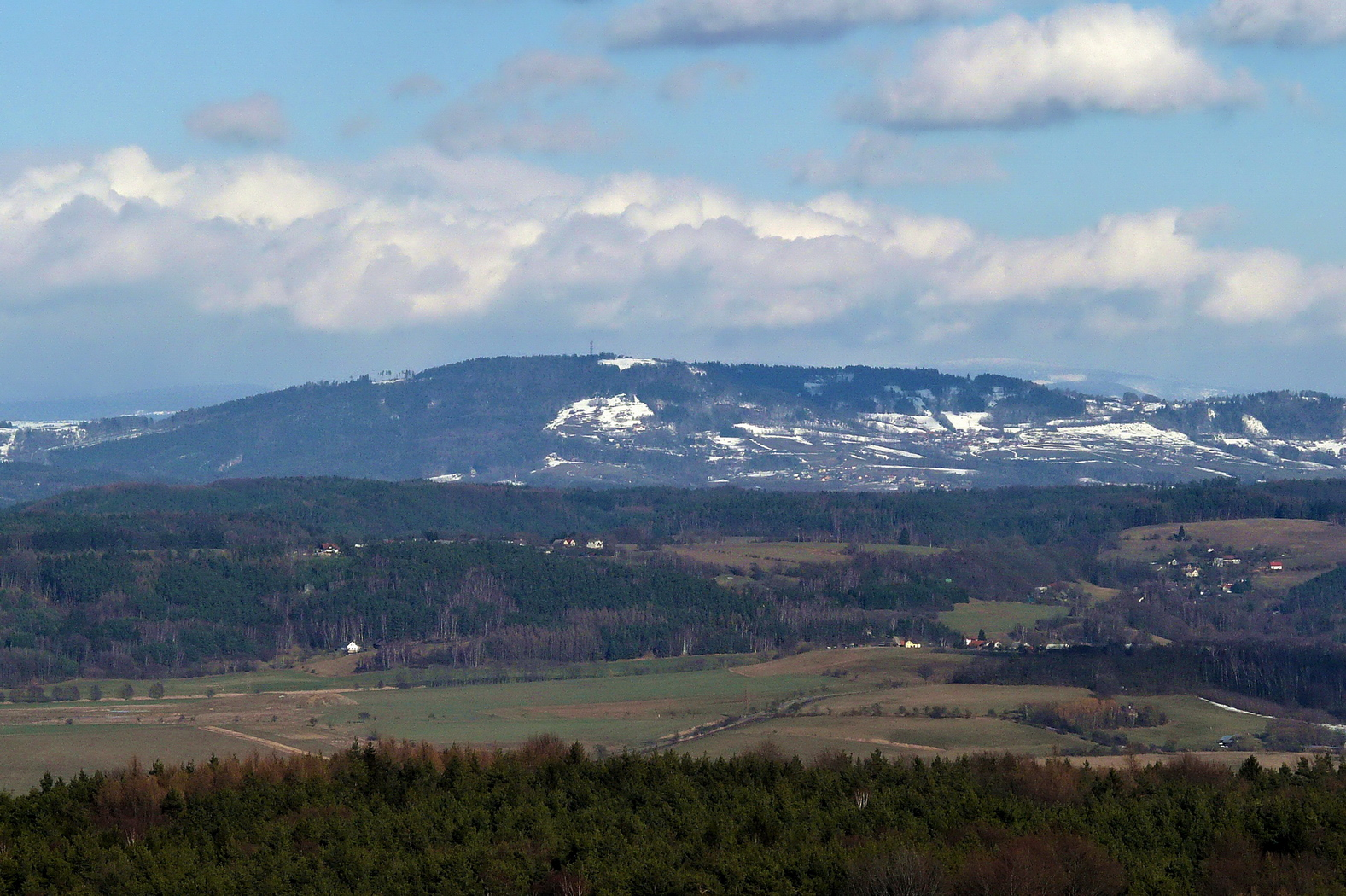
Kozákov z Mužského

## Místa na svazích
- Drábovna – ve skalním balvanu je nahoře vytesána světnička, která snad dříve sloužila jako hláska.
- Babí jeskyně a Kudrnáčova pec – pseudokrasové jeskyně, v kterých byly nalezeny stopy po pravěkém osídlení.
- Měsíční údolí (Proskalí) – romantické údolí se soutěskovým vyústěním, skálami a skalními útvary (Měsíční stěna, Závraťová stěnka, Kozákovská věž atp.)
- Radostná studánka s kapličkou z roku 1841. Dříve se ze studánky zásobovala pomocí trkače Riegrova chata vodou. Trkač je nyní v museu techniky v Loukově.

## Přístup
Automobilem lze po zpevněné silnici vyjet přímo na samotný vrchol, kde je parkoviště. Přes vrchol vedou turistické značky červená a zelená, začínají zde žlutá a modrá, které odtud vedou na západ.